# Zofia Knychalska-Karwan
Zofia Knychalska-Karwan (ur. 29 września 1922, zm. 28 lipca 2016) – polska  stomatolog, prof. zw. dr hab.

## Życiorys
W 1950 ukończyła studia na Uniwersytecie Jagiellońskim z zakresu wychowania fizycznego. W 1966 habilitowała się dzięki pracy zatytułowanej Leukoplakia błony śluzowej jamy ustnej, a w 1988 uzyskała tytuł naukowy profesora nauk medycznych. Była również członkinią Polskiego Towarzystwa Stomatologicznego, a także Polskiego Towarzystwa Medycyny Sportowej. Została pochowana na Cmentarzu Salwatorskim w Krakowie.

## Odznaczenia
- Odznaka za Wzorową Pracę w Służbie Zdrowia[1]
- Medal 200-lecia nauczania Stomatologii na Uniwersytecie Jagiellońskim[1]
- Medal Komisji Edukacji Narodowej[1]
- Odznaka za Pracę Społeczną dla Miasta Krakowa[1]
- Krzyż Kawalerski Orderu Odrodzenia Polski[1]
- Złoty Krzyż Zasługi[1]